# Bibi Balù
Bibi Balù ist ein schweizerdeutsches Musical. Die Autoren sind Hans Gmür und Karl Suter, die Musik stammt von Hans Moeckel. Das Musical wurde am 31. Dezember 1964 im Theater am Hechtplatz in Zürich uraufgeführt. In den über 300 ausverkauften Vorstellungen spielten unter anderem Ruedi Walter,  Margrit Rainer, Ines Torelli, Jörg Schneider, Edi Huber und Paul Bühlmann. 
2010 wurde Bibi Balù nach über vierzig Jahren Pause in einer Inszenierung von Stefan Huber im Theater St. Gallen wieder aufgeführt. Die Premiere fand am 27. März statt. Es spielten unter anderem: Peter Zimmermann, Romeo Meyer, Tobias Bonn, Christoph Marti, Rahel Fischer und Max Gertsch. Die musikalische Leitung hatte Johannes Roloff.

## Handlung
Die Geschichte der Bibi Balù basiert auf einer wahren Begebenheit. Eine Studentin aus Afrika war in Geldnot geraten und die Zürcher Woche rief zu einer Spendenaktion auf. Nachdem eine ansehnliche Summe gesammelt war, protestierte der Vater der Studentin und verbat sich jegliche Almosen. Das Geld konnte für einen anderen guten Zweck verwendet werden. Die beiden Autoren schrieben diese Begebenheit zu einem Gauner-Musical um. Ein cleveres Duo sammelt zu Gunsten des Mädchens Bibi, das von der pazifischen Insel Balù stammt, Geld und erhofft sich so selbst einen reichen Geldsegen. Dabei fehlt es den Gaunern weder an Raffinesse noch an eigenwilliger Fantasie, um an ihr Ziel zu gelangen. Für das Theater St. Gallen hat Regisseur Stefan Huber das Stück um rund eine Stunde gekürzt.

## Rollen
- Frédéric (Fritz) Sturzenegger
- Henry O. Luginbühl
- Oscar Kurz
- Emma Weideli-Oggenfuss
- Bibi Balù (Louisli); im Original Ein Mädchen
- Barmann Mario, NZZ-Journalist, Blick-Journalist, Radiosprecher, Pfarrer, St. Galler, Zürcher, Berner, Basler, Briefträger, Polizeidirektor, Fernsehregisseur, Fernsehinspizient, Kellner, Pfadfinder Wotan, Briefmarkensammler

Besonders bemerkenswert sind die 16 Wechselrollen, die im Original von 1964 von Ruedi Walter gespielt wurden, in der Neufassung von Walter Andreas Müller.

## Musiknummern (Auswahl)

### 1. Akt
- Ouverture
- Singapur und Sansibar – Frédéric
- The-Chrämpfli-Brothers’-Lullaby – Frédéric, Henry
- Valse de cœur, ma non troppo (’s Härz mues au uf d’ Rächnig cho) – Frédéric, Henry, Oscar, Mario, Ensemble
- Das muess e Frau i d’Finger näh (Ja, d’ Manne) – Emma
- Halleluja (Nu kei Bedänke) – Ensemble, St. Galler/Zürcher/Berner/Basler
- Solo für einen ungebetenen Gast (Dörf ich’s grad quittiere?) – Bibi
- Bibi-Balù – Bibi, Ensemble

### 2. Akt
- Knigge für Heuchler (Wänn du eim nöd ganz chasch traue) – Mario, Bibi, Oscar, Frédéric, Henry, Ensemble
- Dankbarkeits-Tango (ohni mich) – Bibi, Oscar
- Duett für ältere Pfadfinder (Weisch du au…?, Pfadi Topfkollekte) – Emma, Wotan
- Wohlstands-Samba (Wänn ich denn d Chole ha) – Bibi, Frédéric, Henry, Oscar
- Sophia und Gregory (Ich han nöd gwüsst, wie nett du bisch) – Bibi, Frédéric
- Balùzinationen (Finale) – Bibi, Frédéric, Henry, Oscar, Emma, Ein Mann, Ensemble